# Santa Sofía (Nicea)
La Mezquita de Santa Sofía (‘Santa Sabiduría’; en turco: Ayasofya; en griego antiguo: Ἁγία Σοφία, romanizado: Hagía Sophía) en İznik (Nicea) en la provincia de Bursa, Turquía, fue construida como iglesia basilical en la época bizantina. Convertida en la Mezquita de Orhan (en turco: Orhan Camii) tras la conquista otomana, fue transformada en museo en 1935. En la actualidad, la iglesia vuelve a funcionar como mezquita. Se encuentra en el centro de la ciudad de İznik, dentro del antiguo recinto amurallado.  

## Historia
La primera iglesia construida en el lugar data del siglo IV. La iglesia fue reconstruida posteriormente bajo el patrocinio de Justiniano I a mediados del siglo VI. En 787, acogió el Concilio de Nicea II, que puso fin oficialmente al primer periodo de iconoclasia bizantina. La iglesia de la época de Justiniano fue destruida por un terremoto en el siglo XI y la estructura actual se erigió hacia 1065 sobre las ruinas de la más antigua.
La iglesia de Santa Sofía se convirtió en la mezquita de Orhan tras la caída de Nicea en manos de los turcos otomanos liderados por Orhan I en 1331. Siguió funcionando como mezquita hasta 1935, cuando fue designada museo bajo el régimen de Mustafa Kemal Atatürk. En noviembre de 2011 volvió a convertirse en mezquita.

## Arquitectura
La actual estructura basilical, que data en gran parte de la reconstrucción de la iglesia en 1065, consta de una nave central con dos naves laterales. Antes de su remodelación bajo los otomanos, la iglesia tenía dos filas de arcadas triples sobre columnas que soportaban un muro claristorio con cinco ventanas.
Tras la conversión del edificio en mezquita en el siglo XIV, se llevaron a cabo reformas que incluyeron la adición de un mihrab. Durante el reinado de Solimán el Magnífico, en el siglo XVI, se restauró la iglesia tras un desastroso incendio y se construyó un minarete.
La restauración (o reconstrucción) de una iglesia tan histórica para reutilizarla como mezquita fue muy controvertida.  Las obras se llevaron a cabo entre 2007 y 2011.

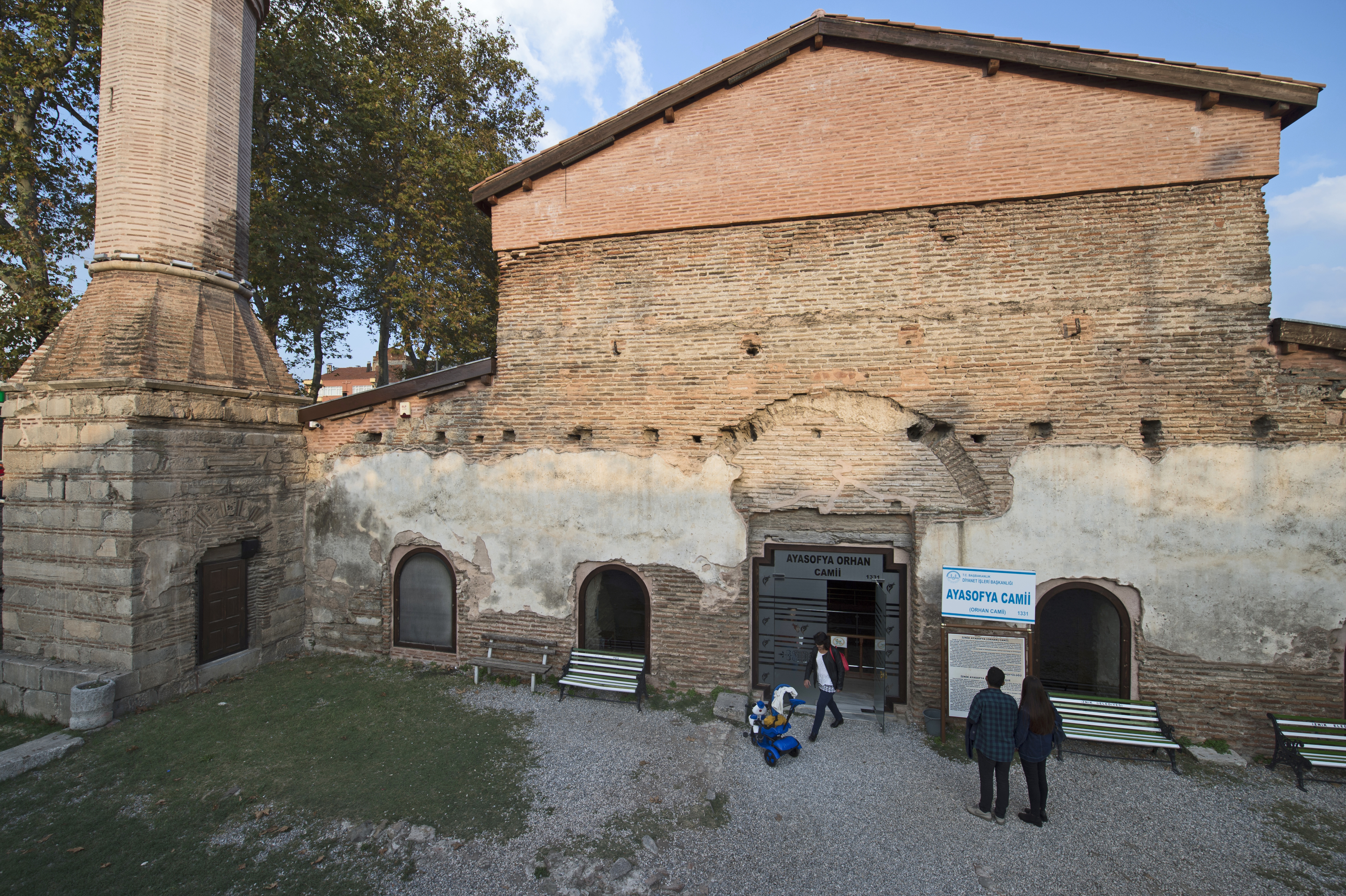
Fachada.
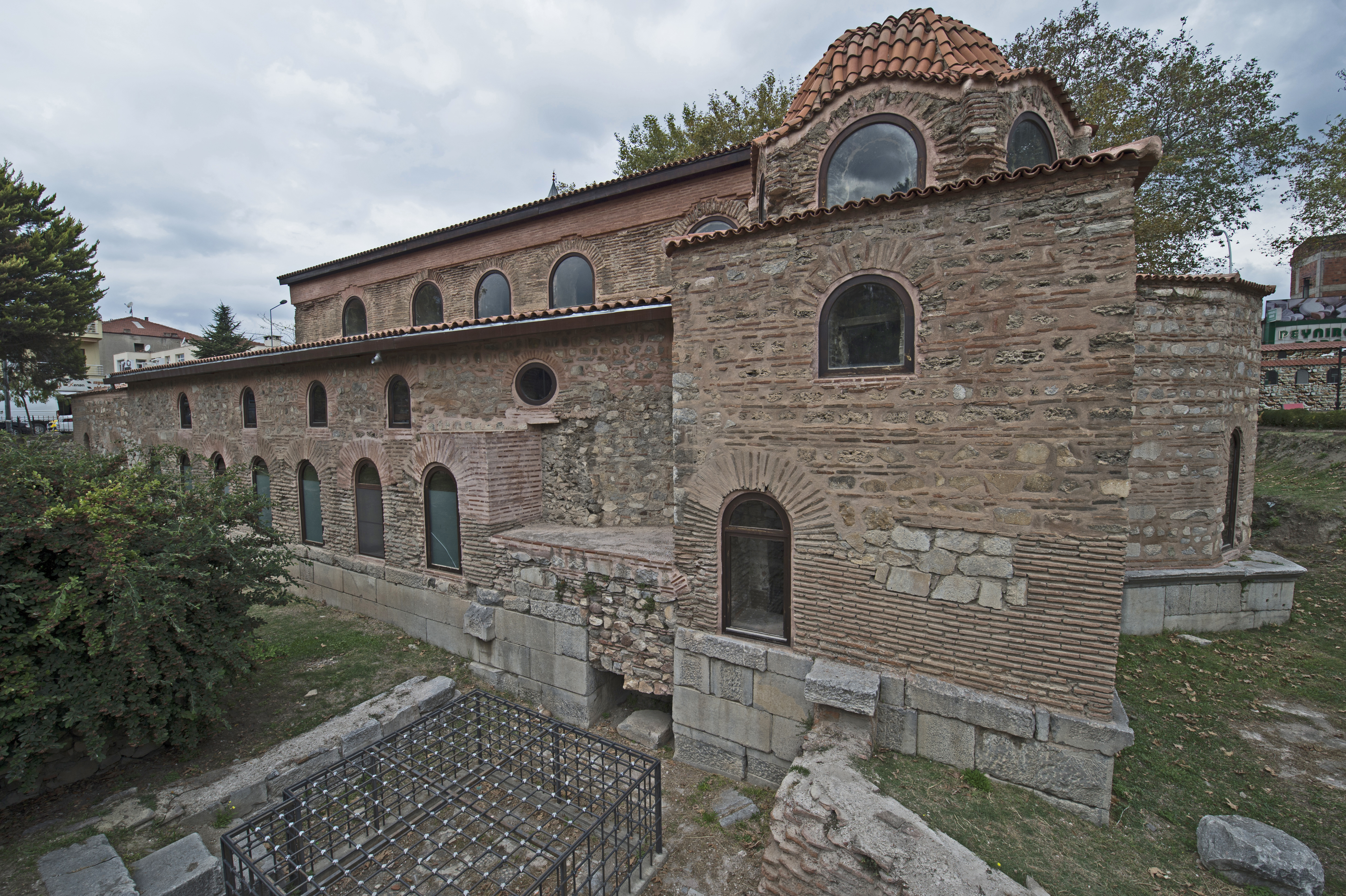
Exterior.
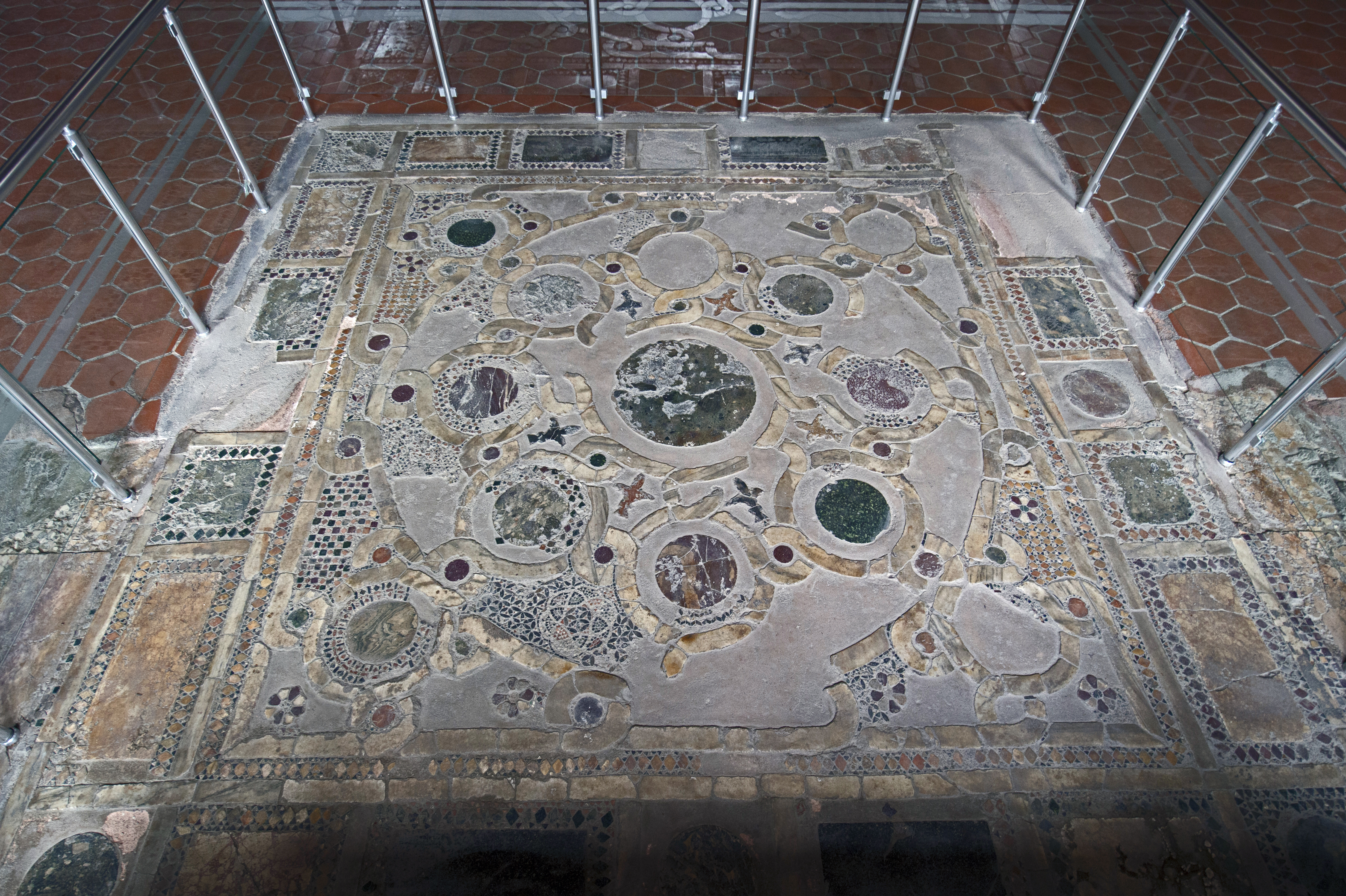
Opus sectile en el suelo de la entrada.
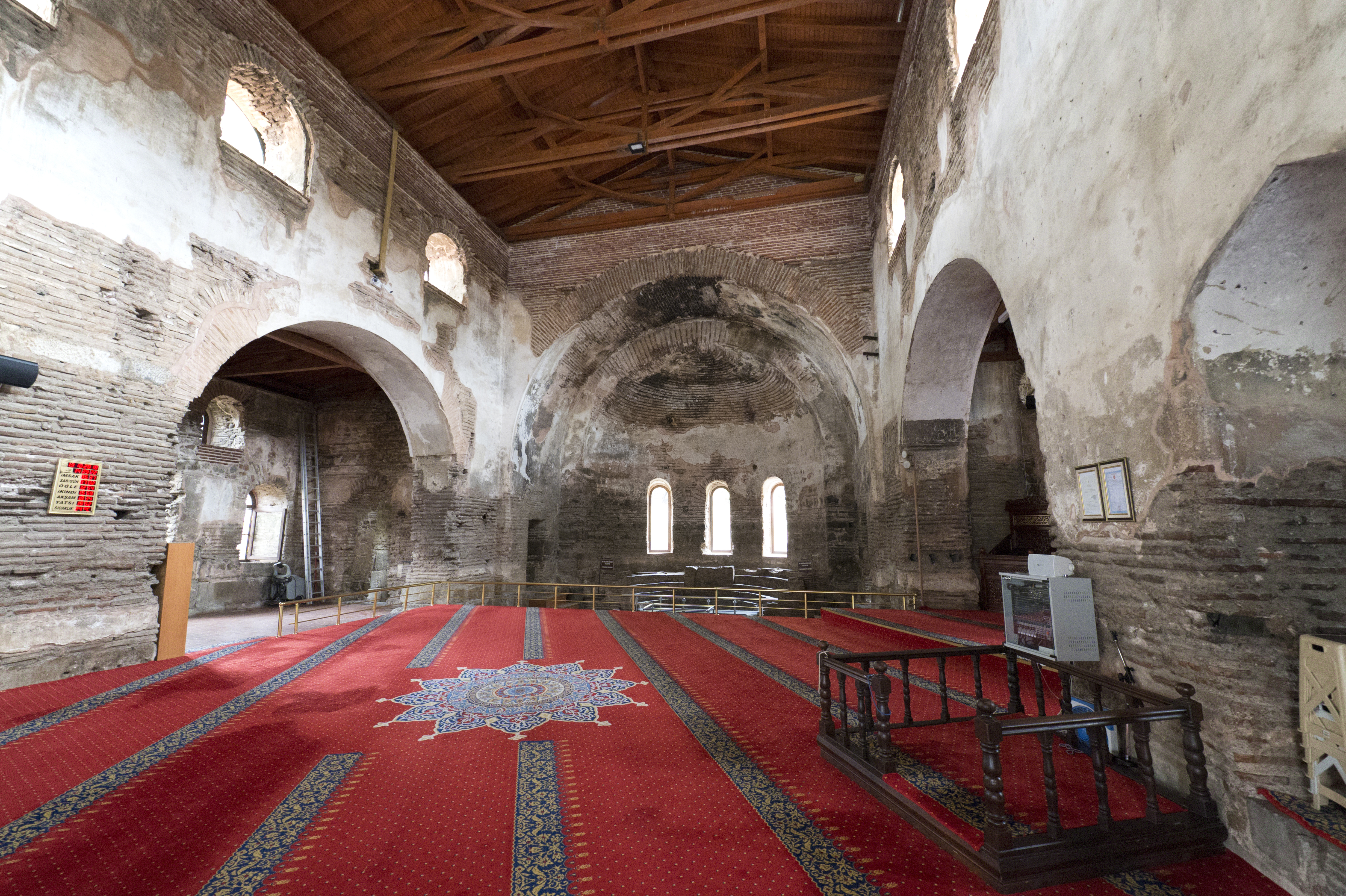
Interior.
Synthronon en la zona del coro.
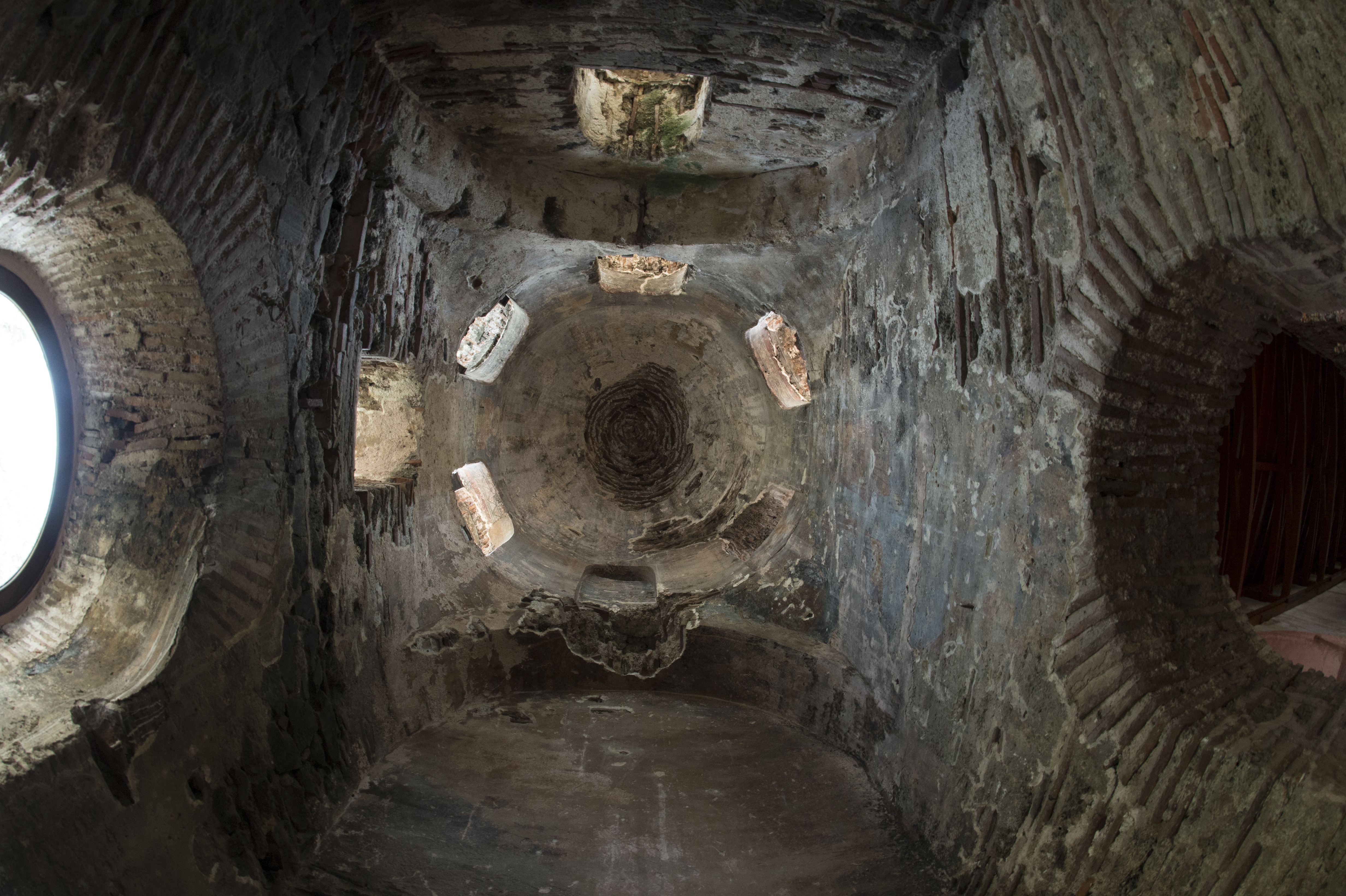
Vista de la segunda cúpula.
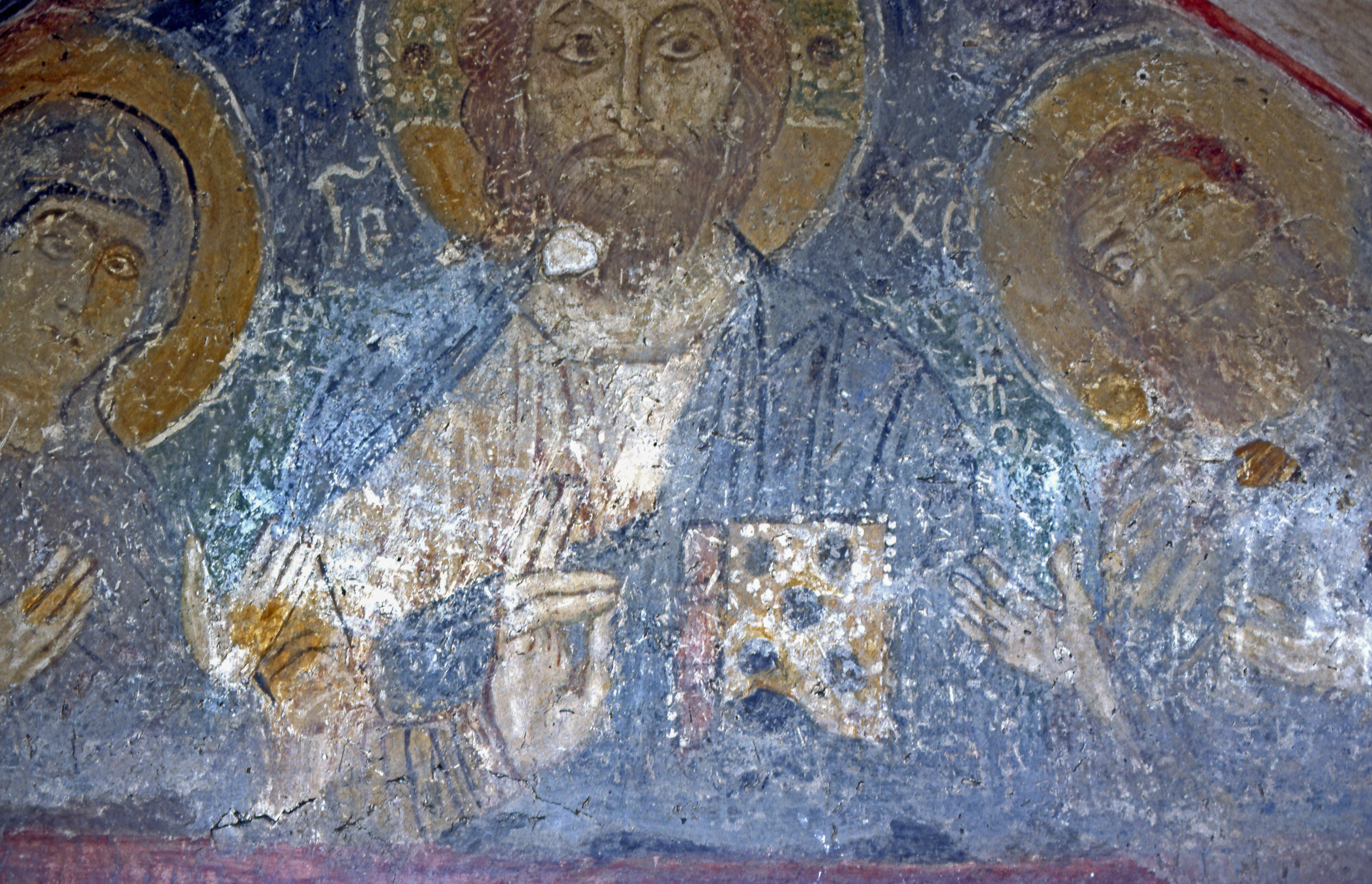
Fresco.